# Benno Artmann
Benno Artmann (* 18. Januar 1933 in Heiligenstadt; † 14. Oktober 2010 in Göttingen) war ein deutscher Mathematiker.

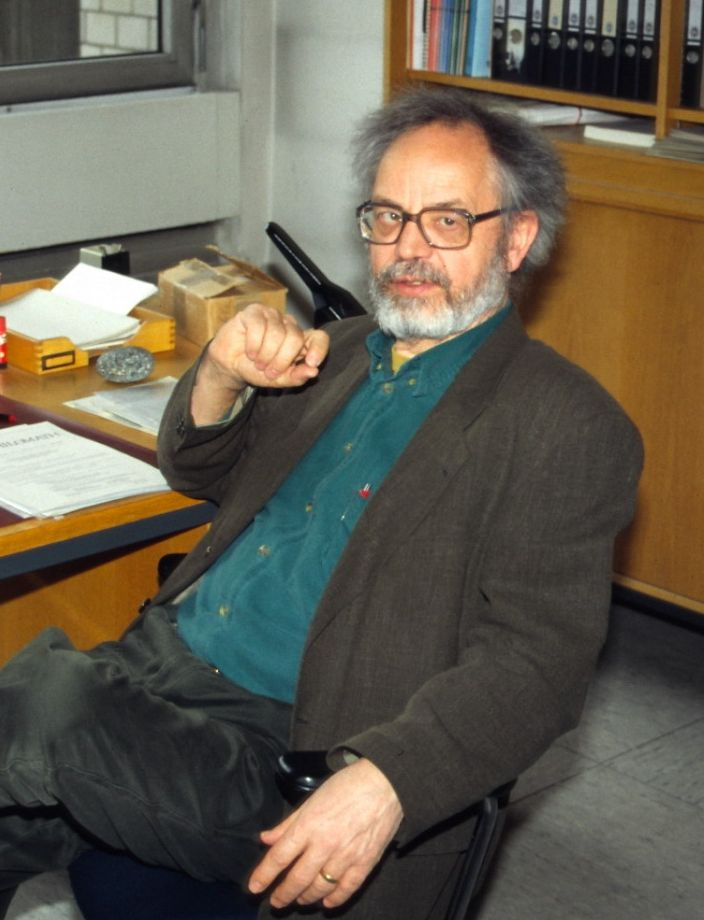
Benno Artmann, Darmstadt, 1996

Artmann studierte an der Universität Tübingen (unter anderem bei Günter Pickert, Helmut Wielandt, Hellmuth Kneser, Max Müller) und an der Universität Gießen, an der er 1965 bei Günter Pickert promoviert wurde (Automorphismen und Koordinaten bei ebenen Verbänden). Als Post-Doktorand war er an der University of Michigan und an der McMaster University. 1968 habilitierte er sich in Gießen über Projektive Geometrie und wurde dort 1970 Professor. 1974 wurde er Professor an der Technischen Universität Darmstadt, wo er die Mathematikdidaktik aufbaute. 1998 emeritierte er und wohnte danach in Göttingen, wo er ehrenamtlich an der Universität wirkte mit einem Lehrauftrag über Mathematikdidaktik.
Sein Hauptinteresse galt neben der Mathematikpädagogik (in der er sich besonders mit Linearer Algebra befasste, wobei er von Gilbert Strang angeregt wurde) der Geometrie, speziell Geometrie der Verbände und Ringe (nach Johannes Hjelmslev, Hjelmslev-Ebenen u. a.). Er schrieb ein Buch über Euklid und dessen Elemente und befasste sich mit Mathematikgeschichte (zum Beispiel der Mathematik in der Akademie Platos, Mathematik auf griechischen Münzen und in Chronogrammen, Geschichte regulärer Polyeder). Außerdem verfertigte er mathematische Skulpturen. In Göttingen setzte er sich für die Dokumentation historischer mathematischer Stätten und Grabpflege von Mathematikergräbern ein.
Er war mit Arnold Kirsch Herausgeber der Reihe „Moderne Mathematik in elementarer Darstellung“ bei Vandenhoeck & Ruprecht.

## Schriften
- Lineare Algebra, Birkhäuser Skripten 1986, 3. Auflage 1991
- Euclid: The Creation of Mathematics, Springer Verlag 1999
- Der Zahlbegriff, Reihe: Moderne Mathematik in elementarer Darstellung, Vandenhoeck und Ruprecht, Göttingen 1983
- The Concept of number: from quaternions to monads and topological fields, Chichester: Ellis Horwood 1988
- Über voreuklidische Elemente der Raumgeometrie aus der Schule des Eudoxos, Archive Hist. Exact Sciences, Band 39, 1988, S. 121–135
- Plato and Mathematics, Mathematische Semesterberichte, Band 44, 1997, S. 1–17